# Bandiera del Maine
La bandiera del Maine è composta dallo stemma dello Stato su sfondo blu.
L'attuale bandiera è stata adottata il 23 febbraio 1909; la precedente bandiera era composta da un pino stilizzato di colore verde, e da una stella a cinque punte di colore blu in alto a sinistra, il tutto su uno sfondo di colore giallo spento.

## Bandiere storiche

Bandiera del Maine (1901-1909)